# ملعب بينيتو خواريز الأولمبي
ملعب بينيتو خواريز الأولمبي (بالإسبانية: Estadio Olímpico Benito Juárez)‏ هو ملعب كرة قدم متعدد الأغراض يستضيف مسابقات ألعاب القوى ومباريات كرة القدم، يقع في سيوداد خواريز، ولاية شيواوا، المكسيك، ويتسع لـ19703 متفرج. يُعتبر هو الملعب الرسمي لنادي خواريز في الدوري المكسيكي الممتاز. تم وضع حجر الأساس للملعب في 1980، واُفتُتِح في 12 مايو 1981.

## وصلات خارجية
- صورة الملعب